# Piper rubiginosum
Piper rubiginosum är en pepparväxtart som beskrevs av William Trelease. Piper rubiginosum ingår i släktet Piper och familjen pepparväxter. Inga underarter finns listade i Catalogue of Life.